# شیمپی ساکورادا
شیمپی ساکورادا (انگلیسی: Shimpei Sakurada؛ زادهٔ ۵ مهٔ ۱۹۸۴) بازیکن فوتبال اهل ژاپن است.